# Дропла (Бургаська область)
Дро́пла (болг. Дропла) — село в Бургаській області Болгарії. Входить до складу общини Руєн.

## Населення
За даними перепису населення 2011 року у селі проживали 262 особи, усі — турки.
Розподіл населення за віком у 2011 році:
Динаміка населення: